# Wellingerode (Meißner)
Wellingerode ist ein Ortsteil der Gemeinde Meißner im nordhessischen Werra-Meißner-Kreis.

## Geographie
Das Dorf liegt im Vorland des Hohen Meißners. In einem Abstand zum Ort verlaufen die klassifizierten Straßen, und zwar
- die Landesstraße 3242 im Norden,
- die Bundesstraße 27 im Osten,
- die Landesstraße 3241 im Süden und
- die Landesstraße 3335 im Westen.

## Geschichte
Die wirtschaftliche Entwicklung des 1355 erstmals erwähnten Dorfes Wellingerode wurde seit dem 18. Jahrhundert hauptsächlich durch den Fuhrhandel mit Salz und Wein bestimmt. Wegen der schlechten landwirtschaftlichen Ertragslage mussten die Einwohner als Salzträger, Fuhrleute, Maurer, Bergleute und Leineweber ihren Lebensunterhalt verdienen.
Am 31. Dezember 1971 schlossen sich im Zuge der Gebietsreform in Hessen die bis dahin selbständigen Gemeinden Abterode, Alberode, Germerode, Vockerode, Weidenhausen und Wellingerode zur neuen Großgemeinde Meißner zusammen.

## Politik
- Ortsvorsteher ist Armin Eichelkraut (SPD) (Stand 2022).

## Kultur und Sehenswürdigkeiten
Kirche

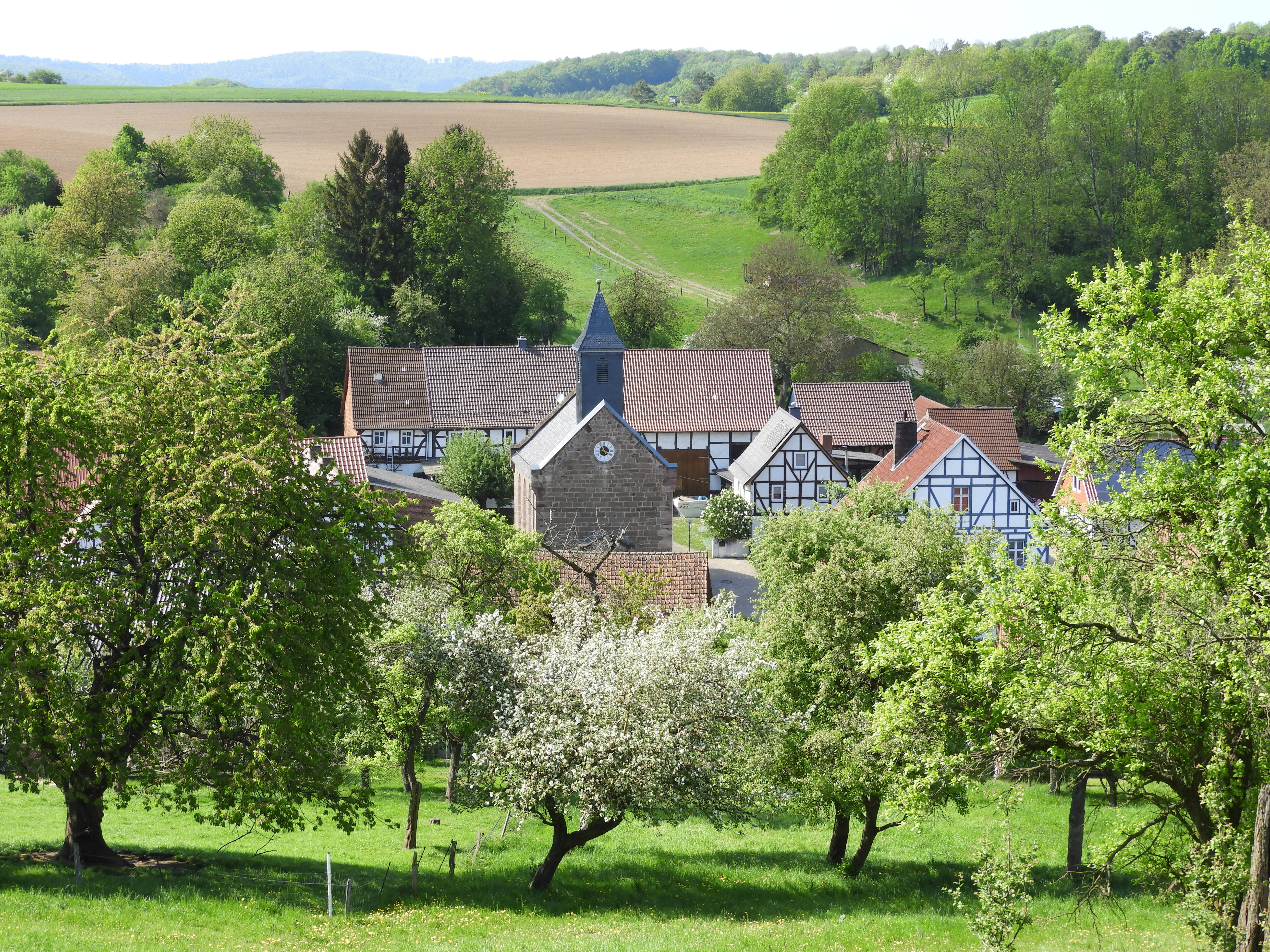

Die Evangelische Kirche zu Wellingerode wurde in dem Jahr 1869 errichtet. Das schlichte Gebäude wird durch einen Dachreiter über der Fassade akzentuiert. Der Innenraum ist ein einfacher Saal mit einer quergelagerten Orgelempore über dem Eingang. An der Wand hinter dem Altar hängt ein Bild des verstorbenen Wellingeröder Dorfmalers Rolf Werner Stuß.
Als der Vorgängerbau, eine im Jahr 1667 erbaute hölzerne Kirche, baufällig und außerdem viel zu klein für die damals zahlreichen Gottesdienstbesucher geworden war, wurde an gleicher Stelle die heutige Kirche errichtet. Die Chronik berichtet von einem tragischen Ereignis im Zusammenhang mit dem Neubau. Weil die Statik für die linke Seitenwand offenbar falsch berechnet wurde, galt die Kirche als einsturzgefährdet und musste eingerissen und neu gebaut werden. Der Baumeister Peter Gießler soll sich das so sehr zu Herzen genommen haben, dass er sich wegen dieses Fehlers umbrachte.
Wegen ihrer geschichtlichen und städtebaulichen Bedeutung ist die Kirche ein geschütztes Kulturdenkmal. Die Kirche wird umgeben von einer Reihe von Hofanlagen die als Gesamtanlage aus geschichtlichen Gründen denkmalgeschützt sind.

## Sonstiges
- Im Ort stand lange die einzige privat betriebene Telefonzelle Deutschlands. Nun dient die alte Telefonzelle als Tausch-Häuschen zum Tauschen von Büchern.
- In der Vorweihnachtszeit ist in fast jedem Vorgarten eine individuell gestaltete Krippe zu finden. Deshalb nennt man Wellingerode im Umkreis das Dorf der Krippen.